# Станіслав Павляк
Станіслав Павляк (27 вересня 1933, Каліш) — польський дипломат, професор права. Постійний представник Польщі при Організації Об'єднаних Націй у Нью-Йорку (1989—1991). Суддя Міжнародного трибуналу з морського права (2005–2023). 

## Життєпис
Народився 27 вересня 1933 року в місті Каліш. У 1955 році закінчив Варшавський університет. У 1948–1955 роках був членом Спілки польської молоді, а з 1952 року належав до Польської об’єднаної робітничої партії. У 1967 р. отримав звання доктора юридичних наук, у 1973 р. хабілітований доктор політичних наук, а в 2002 р. йому присвоєно вчене звання професора гуманітарних наук.
З 1955 по 2005 рік — співробітник Міністерства закордонних справ. Член польської місії при Наглядовому комітеті нейтральних держав в Кореї (1956-1958), аташе і другий секретар посольства в Токіо (1958-1963), заступник голови польської делегації в Міжнародній комісії з нагляду і контролю в Сайгон (1965—1966), 1-й секретар посольства у Вашингтоні (1967—1970). Заступник директора Секретаріату міністра (1973-1975), директор Департаменту міжнародних організацій МЗС (1975-1978), посол у Канаді (1978-1983), директор юридичного та договірного департаменту (1983-1986) і знову Департамент міжнародних організацій (1986-1989), Постійний представник Польщі при Організації Об'єднаних Націй (1989–1991), заступник директора юридичного та договірного відділу (до 1996). Після закінчення дипломатичної кар’єри був послом Польщі в Сирії та Йорданії (1996–2001). 
У 2001–2005 рр. був радник президента Республіки Польща Олександра Квасневського з міжнародних справ.
Член польської делегації на Генеральних Асамблеях ООН у Нью-Йорку в 1973–1978, 1983–1990, 2002–2005 роках.
Професор Інституту міжнародних відносин Варшавського університету, де читав лекції з 1974 р. по 2001 р. як позаштатний працівник, з 2013 р. професор у відставці. Декан факультету адміністрування та менеджменту Університету інформаційних технологій, менеджменту та адміністрування у Варшаві.
З 1 жовтня 2005 року суддя Міжнародного трибуналу з морського права. У 2014 році його обрали ще на 9 років.

## Автор публікацій
- Политика США по отношению к Китаю (1941-1955) [Текст] / Станислав Павляк ; пер. с пол. В. Борисова ; ред. и вступ. ст. И. Рогачева. - М. : Прогресс, 1976. - 383, [1] с. - Дод. тит. арк. пол. - Пер. изд. : Polityka Stanów Zjednoczonych wobec Chin (1941-1955) / Stanisław Pawlak. - Warszawa, 1973. - 25000 прим[2].